# مایکل آلن (بازیکن فوتبال)
مایکل آلن (انگلیسی: Michael Allen؛ زادهٔ ۳۰ مارس ۱۹۴۹) بازیکن فوتبال اهل بریتانیا است.
از باشگاه‌هایی که در آن بازی کرده است می‌توان به باشگاه فوتبال میدلزبرو، باشگاه فوتبال ویتبای تاون، و باشگاه فوتبال برنتفورد اشاره کرد.